# ВЛ (танк)
ВЛ («Владимир Ленин») — проект советского сверхтяжёлого танка, разработанный в 1940 году. В зависимости от вооружения масса танка составляла от 260 до 460 т.

## История разработки
В 1940 году, учитывая опыт советско-финской войны 1939—1940 годов, конструкторами А. Е. Поповым и Нухманом разработаны проекты танков ВЛ-С1, ВЛ-С2 и ВЛ-С3.

## Вооружение
Сверхтяжёлые танки ВЛ предполагалось оснастить 130-мм морской пушкой Б-13 или 305-мм орудием Б-23 (боекомплект 100 выстрелов). Пушка должна была устанавливаться во вращающейся башне и предназначалась для борьбы с дотами и долговременными укреплениями. Для борьбы с мелкими опорными пунктами предполагалось использовать две 76-мм пушки (боекомплект 300 выстрелов). 7,62-мм пулемёты ДТ предусматривались для борьбы с пехотой и авиацией противника (боекомплект пулемётов 15 000 патронов).

## Бронирование
Защита противоснарядная гомогенная. Корпус сваривался из бронеплит толщиной 40, 60, 75 и 125 мм. Лобовая броня башни составляла 125 мм, крыши — 40 мм. Экипаж танка составлял пятнадцать человек.

## Силовая установка
Силовая установка ДВС мощностью 2400 л.с. Трансмиссия электромеханическая с приводом на ведущие колёса от тяговых ЭД. В качестве силовой установки рассматривалось использование трёх двигателей ГАМ-34 мощностью 800 л.с. У серийных электровозов позаимствовали электродвигатели 4ДК — 3А мощностью 450 кВт.

## Движитель
Гусеничный с четырьмя гусеницами с независимым приводом на каждую. Ведущие колёса у внутренних пар гусениц находились впереди, а направляющие — сзади. У наружных пар гусениц наоборот. Подвеска как у СУ-14 балансирная, пружинная. Управлялся танк с двух мест механика-водителя: переднего и кормового, благодаря этому не требовалось разворачивать танк при смене направления движения.
Из-за огромных габаритов машины её транспортировка по железной дороге представляла большие трудности. Для решения этого предполагалась разборка танка на 5 частей:
- главная башня;
- малые башни;
- ходовая часть;
- 2 разъёмные (вдоль) половины корпуса.

Для борьбы с дотами разрабатывался проект ВЛ-С3 с пушкой Б-13, отличавшийся меньшей массой 260 т; вариант с орудием Б-23, вес 320 т.

## Судьба проекта
После оценки проекта пришли к выводу, что постройка его невозможна. В силу огромных размеров и запредельной массы танк так и не был воплощён в металле.